# Georg Mazur
Georg Mazur (* 30. März 1889 in Friedland in Oberschlesien; † 25. Juni 1960 in Niederschelden)  war ein deutscher Kommunalpolitiker der NSDAP. Er war ab 1934 Oberbürgermeister der Stadt Neisse.

## Leben
Mazur trat zum 1. Dezember 1932 der NSDAP bei (Mitgliedsnummer 1.405.791). Mit Wirkung vom 11. Juni 1934 wurde er zum Oberbürgermeister von Neisse ernannt. Er war Mitglied mehrerer Aufsichts- und Verwaltungsräte, beispielsweise war er Vorsitzender des Aufsichtsrates der Neißer Kreisbahn AG in Neiße  und Mitglied des Aufsichtsrates der Oberschlesischen Flughafen GmbH in Gleiwitz. Daneben war er Vorsitzender der Verwaltungsbehörde der Stadttheater Neisse GmbH. Mazur blieb bis gegen Ende des Zweiten Weltkrieges 1945 im Amt.
Während seiner Amtszeit unterstützte er u. a. die Einrichtung des Museums für Joseph von Eichendorff in dessen Sterbehaus in Neisse 1935. Aber es erfolgte unter ihm als Oberbürgermeister auch das Ende der deutschsprachigen jüdischen Gemeinde bei den Novemberpogromen am 9. November 1938, in der die Synagoge geschändet, jedoch nicht angezündet wurde, und Dutzende von jüdischen Geschäften und Haushalten von SA-Truppen demoliert wurden. Die 93 noch verbliebenen Juden wurden im Juli 1942 aus Neisse in das KZ Auschwitz deportiert. 1943 wurde der jüdische Friedhof von der Gestapo beschlagnahmt, und die Synagoge wurde zerstört.
Er stand u. a. mit dem Schriftsteller Börries von Münchhausen in Briefwechsel. 1953 war er Mitverfasser der Reihe Kommunale Arbeit der letzten 70 Jahre in Neisse.
Mazur starb als Oberbürgermeister i. R. 1960 in Niederschelden im Alter von 71 Jahren.